# Kajani
Kajani (en macédonien Кажани) est un village du sud-est de la Macédoine du Nord, situé dans la municipalité de Bitola. Le village comptait 75 habitants en 2002.

## Démographie
Lors du recensement de 2002, le village comptait :
- Macédoniens : 59
- Albanais : 13
- Roms : 2
- Autres : 1